# Kanton Foix
Foix is een kanton van het Franse departement Ariège. Het kanton maakt deel uit van het arrondissement Foix.
Het kanton werd opgericht op 22 maart 2015, bij toepassing van het decreet van 18 februari 2014, en samengesteld uit de stad Foix, die het op die dag opgeheven kanton Foix-Ville vormde en de gemeenten Cos, Ferrières-sur-Ariège, Ganac, Montgailhard en Saint-Pierre-de-Rivière van het eveneens op die dag opgeheven kanton Foix-Rural.

## Gemeenten
Het kanton omvat de volgende gemeenten:
- Cos
- Ferrières-sur-Ariège
- Foix
- Ganac
- Montgailhard
- Saint-Pierre-de-Rivière